# Blanche Ravalec
Blanche Ravalec, född 19 september 1954, är en fransk skådespelare. Hon är mest känd för sin roll i bondfilmen Moonraker, där hon spelar Hajens flickvän Dolly.